# Erupcja ropy w Karlinie
Erupcja ropy w Karlinie – erupcja ropy naftowej, do której doszło podczas odwiertów 9 grudnia 1980 roku pod Karlinem, a odbiła się szerokim echem w mediach na całym świecie.

## Przebieg wydarzeń
- 9 grudnia 1980 – około godziny 17:30 we wsi Krzywopłoty,  Karlina, na wiertni „Daszewo-1” w czasie wiercenia na głębokości ok. 2800 m[1][2] doszło do erupcji ropy naftowej i gazu ziemnego, które następnie zapaliły się[2]. Prawdopodobną przyczyną erupcji było złe zamocowanie prewentera w podłożu; ponadto na złoże natrafiono 200 m wyżej niż oczekiwano. Po półgodzinie na miejsce pożaru przybyły jednostki straży pożarnej z Karlina. Nastąpiła ewakuacja mieszkańców pobliskiego gospodarstwa. Zamknięta została szosa (późniejsza droga krajowa nr 6, obecnie droga nr 112[3]) w kierunku Koszalina. Spłonęły baraki mieszkalne robotników pracujących przy odwiercie oraz sprzęt. Czterech robotników z kilkunastoosobowej grupy dokonującej odwiertu zostało poparzonych; przewieziono ich do szpitala w Białogardzie. Po kilku godzinach na miejsce dotarły również posiłki z Kołobrzegu, Koszalina, Szczecinka i Świdwina (w sumie 18 jednostek straży), jednakże były one bezradne wobec skali pożaru. Ich działania ograniczyły się do zabezpieczenia okolicznego terenu przed rozprzestrzenianiem się pożaru oraz ewakuacji ludności[2].
- 10 grudnia 1980 – na miejsce pożaru przybyły pierwsze specjalistyczne ekipy ratownicze.
- 11 grudnia 1980 – trwały prace zabezpieczające przed pożarem i zniszczeniem pobliskich zabudowań oraz nawierzchni szosy. Na miejscu erupcji pracowały wyspecjalizowane jednostki wojsk Pomorskiego Okręgu Wojskowego, straż pożarna, milicja, drużyna ratownictwa górniczego z Krakowa, specjaliści z Akademii Górniczo-Hutniczej.
- 16 grudnia 1980 – przybyła ekipa ratowników radzieckich i węgierskich. Kierownictwo akcji ratowniczej (inż. Adam Kilar i ekspert radziecki Leon Kałyna) rozpoczęło przygotowania do wszystkich wariantów robót ratunkowych. Wskutek niemożności podejścia blisko pożaru zdecydowano, aby resztki prewentera zniszczyć ogniem artyleryjskim, do czego wykorzystano początkowo armatę 85 mm, ale dopiero ostrzał z haubicy 152 mm pociskami przeciwbetonowymi okazał się skuteczny[4].
- 18 grudnia 1980 – ostateczne oczyszczenie terenu pożaru ze spalonych i zniszczonych elementów stalowych. Trwała budowa drogi dojazdowej do miejsc, gdzie miały być wiercone dwa nowe szyby ratownicze.
- 2 stycznia 1981 – trwały końcowe prace przygotowawcze do ugaszenia pożaru: budowano drogi, spawano rurociągi wodne i parowe, koncentrowano sprzęt gaśniczy, budowano ropociąg do odprowadzenia ropy po ugaszeniu pożaru.
- 8 stycznia 1981 – przeprowadzono próbę generalną gaszenia płomieni za pomocą agregatów gaśniczych AGWT. Były to pochodzące z myśliwców MIG-17 silniki turboodrzutowe Klimow WK-1F zamontowane na samochodach. Wytworzony przez nie ciąg powietrza tłumił płomienie. Metoda gaszenia za pomocą AGWT, działek wodnych oraz wytwornic pianowych okazała się skuteczna, co spowodowało stłumienie ognia. Ponieważ jednak ropa naftowa wypływała pod dużym ciśnieniem i nie było jej gdzie zbierać, co groziło poważnym zanieczyszczeniem środowiska, powtórnie zapalono słup ropy i gazu strzałem z rakietnicy[2].
- 10 stycznia 1981 – rano przeprowadzono ponowne gaszenie pożaru, po czym założono na odwiert sprowadzony z Rumunii nowy prewenter, który o godz. 16:30 pozwolił ujarzmić wydostającą się ropę i zatamować jej wypływ.

W akcji gaszenia pożaru i opanowania erupcji ropy brało udział około 1000 osób (strażacy z całej Polski, wojsko, osoby cywilne), ropa wytryskiwała pod ciśnieniem około 560 atmosfer (ok. 57 MPa) na wysokość ok. 30–40 m, łuna widoczna była z odległości kilkunastu kilometrów. Była to jak dotychczas (marzec 2025) największa erupcja ropy w Europie. 
W ciągu 32 dni spłonęło ok. 30 tys. ton ropy i 50 mln m³ gazu ziemnego. Bezpośrednio po opanowaniu sytuacji przystąpiono do eksploatacji złoża. 16 stycznia 1981 roku do rafinerii ropy w Trzebini wysłano koleją pierwszy transport 780 ton ropy.
Prokuratura wszczęła śledztwo w sprawie wybuchu, ale szybko je umorzyła, gdyż nikt nie zginął, a zdaniem śledczych, wypadku nie dało się przewidzieć. Koszty akcji, 300 mln PLZ, pokrył Skarb Państwa.
Erupcja i pożar sprawiły, że Karlino stało się sławne. Miasto przeżywało najazd dziennikarzy. Radio i telewizja prowadziły na żywo transmisje z akcji ratunkowej, co było ewenementem w ówczesnych czasach cenzury mediów przez władze. Euforia, niepokój i nadzieja na rozwój przemysłu wydobywczego (potocznie mówiło się o Karlinie jako o „polskim Kuwejcie”) okazały się przedwczesne. Z powodu małej wydajności złoża w połowie 1983 roku zaprzestano wydobycia ropy z odwiertu.